# Radko Mutafchiyski
Radko Mutafchiyski (tiếng Bulgaria: Радко Мутафчийски; sinh 11 tháng 5 năm 1989) là một cầu thủ bóng đá Bulgaria thi đấu ở vị trí hậu vệ cho Vitosha Bistritsa.